# Кофман, Александр Игоревич
Александр Игоревич Кофман (укр. Кофман Олександр Ігорович; род. 30 августа 1977, Макеевка, Донецкая область, Украинская ССР, СССР) — общественный и государственный деятель подконтрольной России Донецкой Народной Республики. Министр иностранных дел Донецкой Народной Республики (12 ноября 2014 — 23 февраля 2016).
Из-за российско-украинской войны находится под международными санкциями стран Евросоюза, Великобритании, США и ряда других стран.

## Биография
Родился 30 августа 1977 года в городе Макеевке Донецкой области Украинской ССР. Отец, Игорь Борисович Кофман (1955—2009) — инженер-строитель, мать, Галина Марковна Кофман  (род. 1955) — логопед. Учился в макеевской школе № 22. Трудовой путь начал полировщиком в стоматологической поликлинике города Макеевки в 1991 году (в возрасте 14 лет). В 1995 году основал Донецкий областной клуб интеллектуальных игр «Орион», которым руководил до 2004 года.
В 1999 году окончил Донбасскую государственную академию строительства и архитектуры по специальности «инженер-строитель». Тогда же возглавил Центр социальных служб для молодёжи Кировского района Макеевки. В 2002 году продолжил обучение в том же вузе на факультете «Экономика предприятий», который окончил в 2004 году, получив специальность «экономист». В том же году основал и возглавил строительно-монтажное предприятие «Альбион», в котором проработал на должности директора до 2006 года, когда перешёл старшим советником по развитию коммерческого банка «Надра». С 2013 года — начальник управления развития Восточного региона ООО «Руш».
В 2014 году возглавил секретариат Координационного совета Общественного движения «Юго-Восток». В 2014 году стал депутатом парламента Союза Народных республик Новороссии. 26 июня 2014 года был избран первым заместителем председателя парламента Новороссии. Принимал участие в выборах главы Донецкой Народной Республики, прошедших 2 ноября 2014 года. По результатам выборов занял второе место, получив поддержку 111 024 избирателей и набрав 11,45 % голосов.
После проведения в ДНР ноябрьских выборов 2014 года Александр Кофман вошёл в правительство ДНР, возглавив Министерство иностранных дел. Освобождён от занимаемой должности министра иностранных дел Донецкой народной республики 23 февраля 2016 года.
20 июня 2019 года, по представлению Главы Донецкой Народной Республики Дениса Владимировича Пушилина, единогласно был избран на пост председателя Общественной Палаты Донецкой Народной Республики.
С 2019 года является учредителем и организатором мультикультурного фестиваля  «Звёзды над Донбассом».
Член Союза писателей ДНР (2020). Лауреат литературных премий Третьего международного фестиваля имени А. С. Пушкина (Гран-при), Премии «Малая улитка» (2020), Премии «ПРОКСИМА» (2021), Московской литературной премии (вице-гран-при) (2020), Премии им. П. П. Бажова(2021), Премии им. В. И. Бугрова (2022).
Почётный президент Республиканского клуба «Что? Где? Когда?».

## Награды
Кавалер орденского знака «Император Николай II» (2021), памятного знака «Защитнику Новороссии» (2015), ордена «Генерал армии Маргелов» (2015), медали «За мужество и доблесть» (2015), ордена «Патриот Отечества» (2015), памятного ордена «Воинская доблесть» (2015), нагрудного знака «Доброволец Донбасса» (2016), медали Лауреата Московской литературной премии (2019), медали «За боевое содружество» (2019), памятной медали «В ознаменование 130-летия со дня рождения И. В. Сталина» (2020), медали «В ознаменование 25-летия Республики Южная Осетия», ордена Союза братских народов.
А. И. Кофман награждён почётной грамотой Председателя Народного Совета Донецкой Народной Республики (2015), почетной грамотой Министра, генерал-майора полиции Министерства внутренних дел Донецкой Народной Республики (2015), благодарностью администрации фестиваля «Большой Донбасс» (2015), почётной грамотой директора Института Инновационного Развития г. Москвы (2015), благодарностью координатора Антифашистского штаба и Объединённой Коммунистической партии (2015), благодарностью Председателя Межрегиональной молодёжной общественной организации «Союз коммунистической молодёжи» (2015), грамотой Председателя Всероссийского союза общественных объединений ветеранов десантных войск «Союз Десантников России» (2015), грамотой Председателя Народного Совета Луганской Народной Республики (2016), дипломом «За мужество и героизм» Председателя Союза Героев Российской Федерации, грамотой Председателя ТС «Союз писателей Донецкой Народной Республики», благодарностью председателя Профсоюза работников образования и науки Донецкой Народной Республики (2020), дипломом Московской литературной премии «Вице-гран-при» (2020), почётной грамотой командира РПО «Донбасс», благодарностью Председателя Торгово-промышленной палаты Донецкой Народной Республики (2020), благодарностью врио ректора Донецкого национального университета (2021), почётной грамотой Руководителя ГУ «Аппарат Общественной палаты Донецкой Народной Республики», благодарностью Председателя Молодёжного Парламента Донецкой Народной Республики.

## Семья
Женат, имеет двух детей — сына (Андрей 1993 г. р.) и дочь (Милана 2012 г. р.).
Первая жена (1995—2019) — Светлана Вячеславовна Кофман (Латышева; род. 1972), главный балетмейстер макеевского дворца культуры.
Вторая жена (с 2023) — Карина Сергеевна Кофман (Павлючкова; род. 1997), старший преподаватель Мариупольского государственного университета им. А. О. Куинджи, специалист международных отношений, соучредитель ММКФ «Звёзды над Донбассом».

## Санкции
29 ноября 2014 года включён в «Чёрный список ЕС» как «Министр иностранных дел» и "Первый заместитель председателя Парламента Донецкой Народной Республики, кандидат на незаконных выборах 2 ноября 2014 года на должность главы Донецкой Народной Республики, которые нарушили украинское законодательство и, следовательно, незаконны. В обоснование наложения санкций Совет Европейского союза также отметил, что, приступив к исполнению обязанностей и формально приняв участие в незаконных выборах в качестве кандидата, Кофман активно поддержал действия и политику, которые подрывают территориальную целостность, суверенитет и независимость Украины и ещё больше дестабилизируют её.
22 декабря 2015 года, в связи с войной на Донбассе и аннексией Россией Крыма, включён в санкционный список США против украинских сепаратистов «за установление государственной власти над регионом Украины без разрешения правительства Украины».
По аналогичным основаниям включён в санкционные списки Великобритании, Швейцарии, Японии, Украины, Канады и Австралии. После вторжения России на Украину, попал под санкции Новой Зеландии.